# Seinfeld (sezonul 5)
Seinfeld este un sitcom american, creat de Larry David și Jerry Seinfeld (care, în plus, joacă rolul principal).  Episodul pilot al serialului a fost transmis în 5 iulie 1989, serialul propriu-zis debutând în mai 1990.  Deși n-a avut succes imediat, popularitatea sa a crescut cu timpul, încetul cu încetul.  În 1992 - 1993, în sezonul al IV-lea, s-a aflat pentru prima dată în topul 25 al serialelor după audiență, pentru ca în sezonul 1994 - 1995 să ajungă pe locul întâi.  Când ultimul episod al serialului a fost transmis pe 14 martie 1998, a fost vizionat de 76 milioane de telespectatori. 

## Lista de episoade
| №  | #  | Titlul                    | Regia        | Scenariul                                                                | Premiera           | Cod de producție |
| -- | -- | ------------------------- | ------------ | ------------------------------------------------------------------------ | ------------------ | ---------------- |
| 65 | 1  | „The Mango”               | Tom Cherones | Scenariu de: Lawrence H. Levy & Buck Dancer Poveste de: Lawrence H. Levy | 16 septembrie 1993 | 501              |
| 66 | 2  | „The Puffy Shirt”         | Tom Cherones | Larry David                                                              | 23 septembrie 1993 | 503              |
| 67 | 3  | „The Glasses”             | Tom Cherones | Tom Gammill & Max Pross                                                  | 30 septembrie 1993 | 502              |
| 68 | 4  | „The Sniffing Accountant” | Tom Cherones | Larry David & Jerry Seinfeld                                             | 7 octombrie 1993   | 504              |
| 69 | 5  | „The Bris”                | Tom Cherones | Larry Charles                                                            | 14 octombrie 1993  | 505              |
| 70 | 6  | „The Lip Reader”          | Tom Cherones | Carol Leifer                                                             | 28 octombrie 1993  | 506              |
| 71 | 7  | „The Non-Fat Yogurt”      | Tom Cherones | Larry David                                                              | 4 noiembrie 1993   | 507              |
| 72 | 8  | „The Barber”              | Tom Cherones | Andy Robin                                                               | 11 noiembrie 1993  | 508              |
| 73 | 9  | „The Masseuse”            | Tom Cherones | Peter Mehlman                                                            | 18 noiembrie 1993  | 509              |
| 74 | 10 | „The Cigar Store Indian”  | Tom Cherones | Tom Gammill & Max Pross                                                  | 9 decembrie 1993   | 510              |
| 75 | 11 | „The Conversion”          | Tom Cherones | Bruce Kirschbaum                                                         | 16 decembrie 1993  | 511              |
| 76 | 12 | „The Stall”               | Tom Cherones | Larry Charles                                                            | 6 ianuarie 1994    | 512              |
| 77 | 13 | „The Dinner Party”        | Tom Cherones | Larry David                                                              | 3 februarie 1994   | 514              |
| 78 | 14 | „The Marine Biologist”    | Tom Cherones | Ron Hauge & Charlie Rubin                                                | 10 februarie 1994  | 513              |
| 79 | 15 | „The Pie”                 | Tom Cherones | Tom Gammill & Max Pross                                                  | 17 februarie 1994  | 515              |
| 80 | 16 | „The Stand-In”            | Tom Cherones | Larry David                                                              | 24 februarie 1994  | 516              |
| 81 | 17 | „The Wife”                | Tom Cherones | Peter Mehlman                                                            | 17 martie 1994     | 517              |
| 82 | 18 | „The Raincoats: Part 1”   | Tom Cherones | Tom Gammill & Max Pross Larry David & Jerry Seinfeld                     | 28 aprilie 1994    | 519              |
| 83 | 19 | „The Raincoats: Part 2”   | Tom Cherones | Tom Gammill & Max Pross Larry David & Jerry Seinfeld                     | 28 aprilie 1994    | 520              |
| 84 | 20 | „The Fire”                | Tom Cherones | Larry Charles                                                            | 5 mai 1994         | 518              |
| 85 | 21 | „The Hamptons”            | Tom Cherones | Peter Mehlman & Carol Leifer                                             | 12 mai 1994        | 521              |
| 86 | 22 | „The Opposite”            | Tom Cherones | Andy Cowan and Larry David & Jerry Seinfeld                              | 19 mai 1994        | 522              |